# Nizami Ganjavi
Nizami Ganjavi (persisk: نظامی گنجوی) var en persisk digter i det 12. århundrede. Nizami betragtes som den bedste romantiske digter i persisk litteratur.

## Liv
Han hed Ilyas og hans pseudonym var Nezami (også stavet som Nizami og Neẓāmi). Han blev født i Gandja (nu dagens Aserbajdsjan) og menes at have tilbragt hele sit liv i det sydlige Kaukasus. Ifølge de Blois, havde byen Gandja en meget stor iransk befolkning. Den armenske historiker Kirakos Gandzaketsi (ca. 1200-1271) nævner, at: " Denne by blev tæt befolket med Iranerne og et mindre antal Kristne ".